# 小西禎一
小西 禎一（こにし ただかず、1954年〈昭和29年〉5月9日 - ）は、日本の地方公務員。橋下徹・松井一郎の2代大阪府知事の下で大阪府副知事を歴任した。

## 来歴・人物
兵庫県加西市出身。淳心学院中学校・高等学校卒業。1980年（昭和55年）3月、東京大学法学部（第3類（政治コース））卒業。同年4月、大阪府に入庁。2008年（平成20年）2月、橋下徹知事（当時）の設置した改革プロジェクトチームのリーダーとして抜擢され、2009年（平成21年）4月、総務部長となる。松井一郎知事（政治団体「大阪維新の会」幹事長）1期目の2012年（平成24年）10月から副知事を務めたが、総務部長を務めていた際に維新の会の方針に反発したこともあり、松井知事1期目の任期満了となる2015年（平成27年）11月26日付で辞職した。なお、辞職にあたり、松井知事から「財政再建のリーダーとして黒字転換させた立役者」と評価し、ねぎらわれている。
副知事として、維新の会の主張する大阪都構想の事務局となる（大阪府市）大都市局なども担当。「意見の違いははっきり言うが、（行政公務員として）府の方針に従うのは当然」として奔走したという。
2016年（平成28年）から社会福祉法人大阪府社会福祉協議会の会長を務めている。その他、「ふらっと人権情報ネットワーク」の理事、NPO法人大阪府日中友好協会の副会長、「国際人権大学院大学（夜間）の実現を目指す大阪府民会議」の理事、大阪府サッカー協会の顧問などを務める。
2019年（平成31年）4月7日投開票の大阪府知事選挙に無所属で立候補。自由民主党と公明党府本部、連合大阪から推薦を受け、立憲民主党や日本共産党からの自主支援を受けた。大阪府と大阪市の課題については、調整会議で議論し解決できるとの考え。副知事時代に自ら制度設計した視点から、大阪都構想や住民投票は無駄な支出をもたらすだけとの立場をとる。そして「分断と対立の府政に決別をしてオール大阪で大阪の成長を勝ち取っていこうではありませんか」と話し、「都構想の終結」を訴えた。
しかし、大阪維新の会公認で元大阪市長の吉村洋文にダブルスコアで敗れ、落選した。
2020年（令和2年）11月1日投票の大阪市廃止・特別区設置住民投票で、自民党が開いた「大阪市の廃止・分割に反対する集会」などで講演。市民グループの街頭イベントに登壇し、大阪府知事選以来初めて街頭演説を行った。「住民投票では、もう一回チャンスをもらえたと思い、講演会や街頭演説で反対を訴えた」と語っている。

## 略歴
- 1980年（昭和55年）4月 – 大阪府入庁。富田林土木事務所[12]
- 1983年（昭和58年）5月 - 総務部地方課[12]
- 1994年（平成6年）4月 - 総務部財政課主幹兼総務部人事課主幹[12]
- 1999年（平成11年）5月 - 総務部行政改革室参事[12]
- 2001年（平成13年）4月 - 総務部市町村課長
- 2008年（平成20年）2月 – 改革プロジェクトチームリーダー
- 2008年（平成20年）8月 – 改革プロジェクトチーム総務部副理事兼政策企画部企画室副理事
- 2009年（平成21年）4月 – 総務部長
- 2012年（平成24年）10月 – 大阪府副知事
- 2013年（平成25年）6月 – 株式会社大阪国際会議場取締役
- 2015年（平成27年）11月26日 – 副知事の任期途中で退職
- 2016年（平成28年） – 大阪府社会福祉協議会会長
- 2019年（平成31年）3月 – 大阪府知事選挙に無所属（自民党と公明党府本部、連合大阪の推薦）で立候補したが、落選。

## 著書
- 『維新政治の内幕　「改革」と抵抗の現場から』（花伝社、2023年） ISBN 9784763420640